# Hạm đội Bắc Dương

Cờ của thủy quân Bắc Dương.

Hạm đội Bắc Dương (giản thể: 北洋舰队; phồn thể: 北洋艦隊; bính âm: Běiyáng Jiànduì) là một trong bốn hạm đội hiện đại của hải quân Trung Quốc vào cuối thời nhà Thanh. Hạm đội này nhận được sự hậu thuẫn rất lớn từ Lý Hồng Chương, Tổng đốc Trực Lệ. Hạm đội Bắc Dương sớm thống trị Đông Á trước cuộc Chiến tranh Trung-Nhật lần thứ nhất. Hạm đội Bắc Dương vào cuối những năm 1880 được coi là mạnh nhất châu Á và mạnh thứ 8 trên thế giới. Đồng thời, Hạm Đội Bắc Dương còn được đánh giá là có vị thế và sức mạnh ngang bằng với các Hạm Đội hùng mạnh của các Cường Quốc Châu Âu đang có mặt tại Viễn Đông, được mệnh danh là " con sư tử của vùng biển Châu Á ".

## Thành lập
Hạm đội Bắc Dương của triều Mãn Thanh được thành lập năm 1861. Đến năm 1871, 4 chiếc thuyền từ các tỉnh phía Nam được tăng cường lên phía Bắc, góp phần làm lớn mạnh đoàn thủy quân này.
Mặc dù Hạm đội Bắc Dương được trang bị tốt nhất song tệ tham nhũng của một triều đại phong kiến đã làm xói mòn sức mạnh của nó. Kết quả là, hạm đội Bắc Dương không có nổi một chủ lực hạm nào sau khi nó được thành lập vào năm 1861, cho đến khi có sự thay đổi từ đại thần nhà Thanh là Lý Hồng Chương.
Lý Hồng Chương đã phân bổ phần lớn quỹ hải quân cho Hạm đội Bắc Dương. Không giống các hạm đội khác, Hạm đội Bắc Dương được Lý Hồng Chương thí điểm xây dựng với chủ yếu là các thiết giáp hạm nhập khẩu từ Đức và Anh. Đặc biệt, năm 1881, Lý Hồng Chương đã đặt mua 2 thiết giáp hạm khổng lồ của Đức và đặt tên là “Định Viễn” và “Trấn Viễn”. Hai tàu này có lượng giãn nước hơn 7.300 tấn, lớn hơn rất nhiều so với các chiến hạm lớn nhất của Nhật thời đó. Ngoài ra, Lý Hồng Chương cũng đề xuất với vua Mãn Thanh để mua rất nhiều chiến hạm hàng nghìn tấn khác, biến hạm đội Bắc Dương thành lực lượng hải quân “lớn thứ 8 trên thế giới” và được xem là “mạnh nhất châu Á”.
Việc mua sắm vũ khí dừng lại vào năm 1891, khi ngân sách được chuyển sang xây dựng Di Hòa Viên ở Bắc Kinh theo yêu cầu của Từ Hy Thái Hậu, nhân vật đang thao túng triều đình. Hậu cần cho Hạm đội Bắc Dương cũng gặp khó khăn lớn do việc xây dựng tuyến đường sắt Mãn Châu đã bị đình lại. Sĩ khí của hải quân Mãn Thanh nói chung rất thấp vì thiếu lương thực và tiền lương so với các lực lượng khác như bộ binh, kỵ binh.

## Chiến tranh Trung-Nhật lần thứ nhất
Để lấy lại uy danh của “thiên triều”, Trung Quốc cũng đã thị uy, có nhiều hành động thách thức Nhật Bản và quyền lợi của Nhật Bản trên bán đảo Triều Tiên. Mâu thuẫn của Trung Quốc và Nhật Bản lên đến đỉnh điểm vào tháng 6/1894, khi quân Mãn Thanh tràn vào Triều Tiên và Nhật Bản cũng đã đưa quân vào đất nước này để can thiệp để tranh giành quyền lợi. Tuy nhiên, quân Mãn Thanh nhanh chóng thất bại và bị tiêu diệt. Sau đó, trên đà thắng lợi, Nhật Bản đã có toan tính mở rộng chiến tranh sang cả lãnh thổ Trung Quốc, trước hết là bằng đường biển.
Đầu tiên, tại trận Phong Đảo diễn ra vào ngày 25/7/1894 trong vịnh Asan của Triều Tiên, 2 tàu của Hạm đội Bắc Dương là Tế Viễn và tàu phóng lôi Quảng Ất đã bị pháo kích bởi 3 tuần dương hạm Nhật Bản là Akitsushima, Naniwa và Yoshino. Cùng lúc đó, tàu Thao Giang và tàu vận tải Cao Thăng thuộc Hạm đội Bắc Dương chở 1.200 lính Trung Quốc và hàng tiếp tế không may xuất hiện đúng vào trận đánh. Kết quả, tàu Tế Viễn chạy trốn, tàu phóng lôi Quảng Ất, tàu vận tải Cao Thăng bị bắn chìm, tàu Thao Giang bị bắt giữ. Thương vong của Trung Quốc ước tính khoảng 1.100 quân nhưng quân Nhật không mất người nào.
Sau chiến thắng này, Nhật Bản thành lập một hạm đội mạnh với 12 tàu chiến các loại, gồm kỳ hạm là tàu tuần dương Matsushima được áp tải bởi 2 chiến hạm cỡ nhỏ Sei-kyo và pháo hạm Akagi đi phía sau; các tuần dương hạm Chiyoda, Hashidate, Itsukushima, Fuso, Hiei đi giữa; hải đội xung kích có tốc độ cao bao gồm tuần dương hạm Yoshino, Akitsushima, Takachiho và Naniwa đi đầu. Hạm đội Nhật Bản được lệnh nhanh chóng tiến vào biển Hoàng Hải, đánh chiếm các pháo đài, bến cảng, tạo điều kiện để lục quân di chuyển sâu vào nội địa Trung Quốc.
Lý Hồng Chương, Tổng đốc trực lệ của Hạm đội Bắc Dương tức tốc truyền lệnh cho đề đốc Đinh Nhữ Xương dưới quyền điều động mười chiến thuyền các loại gồm Định Viễn, Trấn Viễn, Lai Viễn, Tĩnh Viễn, Trí Viễn, Dương Uy, Siêu Dũng, Bình Viễn, Quang Giáp, Tế Viễn vả hai chiếc thủy lôi đĩnh đến chi viện. Đinh Nhữ Xương đã chia hạm đội theo thế trận “nhạn bay hai cánh đơn hành” với 2 hải đội. Trong đó, hải đội thứ nhất tập trung chủ yếu những tàu xương sống của hạm đội Bắc Dương, gồm 2 thiết giáp hạm Định Viễn và Trấn Viễn nằm ở trung tâm đội hình chiến đấu.
Tuy nhiên, hạm đội Nhật Bản đã tiến nhanh vào cửa sông Áp Lục giáp biển Hoàng Hải vào ngày 17/9/1894. Đội hình hạm đội Nhật Bản như một chữ U lớn, hướng về phía Hạm đội Bắc Dương. Nhờ áp dụng đội hình dòng phía sau, nên các thiết giáp hạm Định Viễn và Trấn Viễn của hạm đội Bắc Dương rất khó bắn trúng các tàu chiến Nhật Bản, vì có những tàu nhỏ hơn chắn giữa họ với đối phương. Trong khi đó, từ cánh phải, hải đội xung kích của Nhật Bản đã bắt đầu khai hỏa, bắn các tàu chiến nhỏ hơn của địch thủ. Mục tiêu đầu tiên là 2 tuần dương hạm loại nhỏ Dương Uy và Siêu Dũng của Hạm đội Bắc Dương. Cả hai chiếc đều bốc cháy dữ dội ngay sau loạt đạn đầu. Bị lâm vào mê hồn trận, chiến thuyền Trung Quốc chẳng bao lâu đã bị chia năm xẻ bảy, đầu đuôi không cứu nhau được.
Trận chiến kéo dài suốt cả ngày 17/9/1894, và kết thúc với phần thắng thuộc về người Nhật Bản. Hạm đội Bắc Dương bị bắn chìm 5 tàu, làm hỏng 3 tàu, 850 thủy thủ thiệt mạng, 500 người bị thương, những chiến sống sót đã bỏ chạy về phía căn cứ hải quân Uy Hải Vệ. Trong khi đó, hạm đội Nhật Bản chỉ bị hỏng 4 tàu, 190 thủy thủ thiệt mạng, 200 người bị thương.
Về phía Nhật Bản, sau chiến thắng ở Hoàng Hải, Minh Trị thiên hoàng đã hạ lệnh cho Đại tướng lục quân là Sơn Hữu Minh chia quân tiến đánh Lữ Thuận và cửa Uy Hải của Trung Quốc để bao vây và tiêu diệt tàn quân của Hạm đội Bắc Dương. Lúc này, Hạm đội Bắc Dương vẫn còn có 15 tàu chiến tại căn cứ hải quân Uy Hải Vệ (có cả thiết giáp hạm Đinh Viễn và Trấn Viễn) và 13 tàu phóng lôi.
Khi đoàn hải quân lục chiến đổ bộ lên bờ biển Trung Quốc, binh sĩ Nhật ào ạt xông vào công phá các pháo đài. Chiếm được các pháo đài, đoàn quân Nhật Bản quay họng súng lại nã trái pháo vào hạm đội Trung Quốc. Hạm đội Nhật Bản gồm 25 tàu chiến và 16 tàu phóng lôi, với lợi thế áp đảo cũng tấn công Hạm đội Bắc Dương. Lực lượng tàu phóng lôi của Nhật Bản đã đánh chìm kỳ hạm Định Viễn cùng 3 tàu lớn khác của Hạm đội Bắc Dương. 13 tàu phóng lôi cố chạy đến Yên Đài thì 6 chiếc bị tiêu diệt và 7 chiếc bị bắt giữ. Thế là, sau 23 ngày (20/1 – 12/2/1895), toàn bộ hạm đội Bắc Dương của Trung Quốc, được mệnh danh là lực lượng hải quân “lớn thứ 8 trên thế giới”, được xem là “mạnh nhất châu Á” đã “tan tành như xác pháo” trước hạm đội Nhật Bản.
Ngày 12/2/1895, Đô đốc Đinh Nhữ Xương và các tàu còn lại thuộc Hạm đội Bắc Dương đã đầu hàng hải quân Nhật Bản. Thiết giáp hạm Trấn Viễn còn sống sót bị Nhật Bản thu về sử dụng. Hạm đội Bắc Dương sau đó tuy được phục hồi nhưng đã không lấy lại được vị thế như trước đây.

## Hạm đội

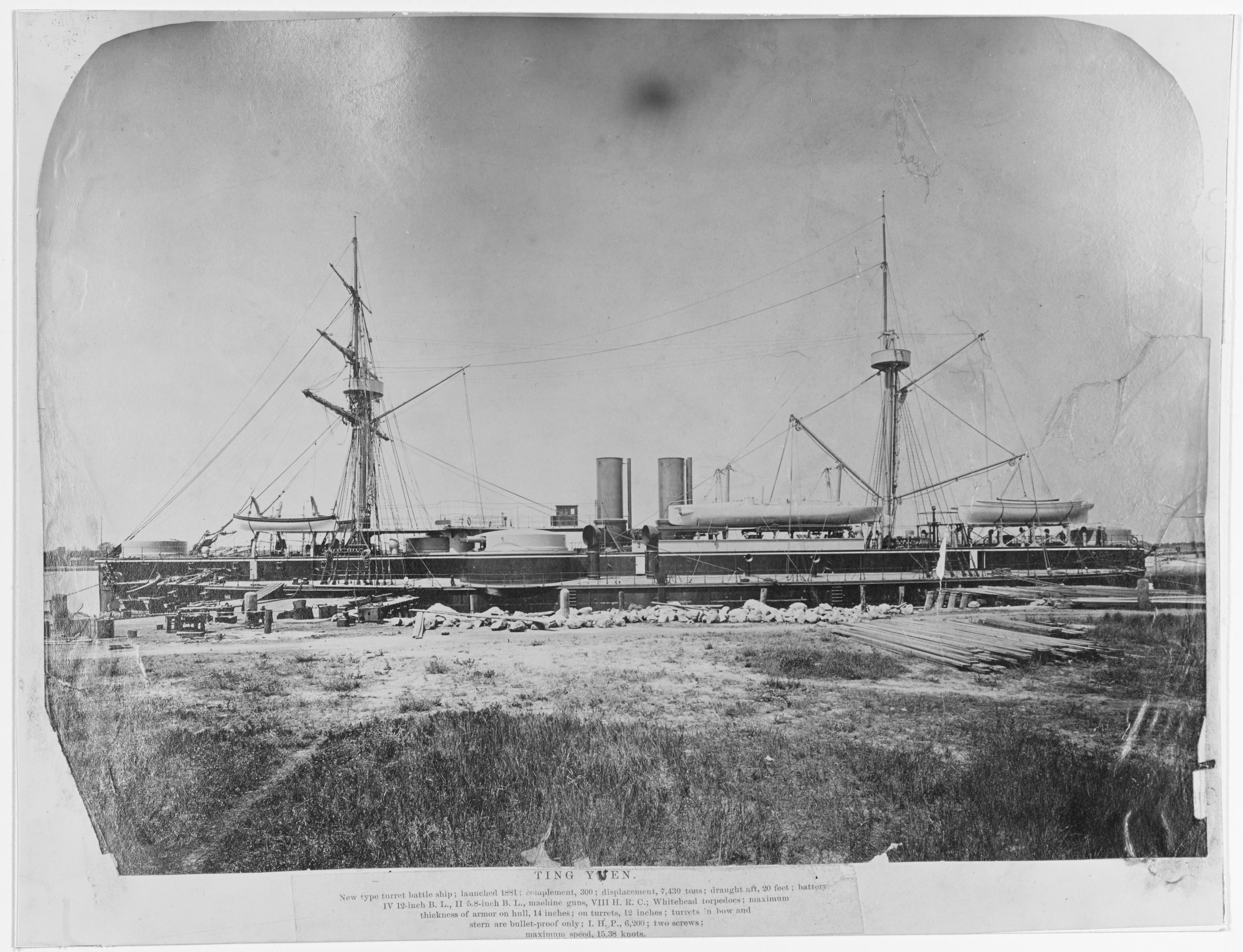
Dingyuan, kỳ hạm của Hạm đội Bắc Dương

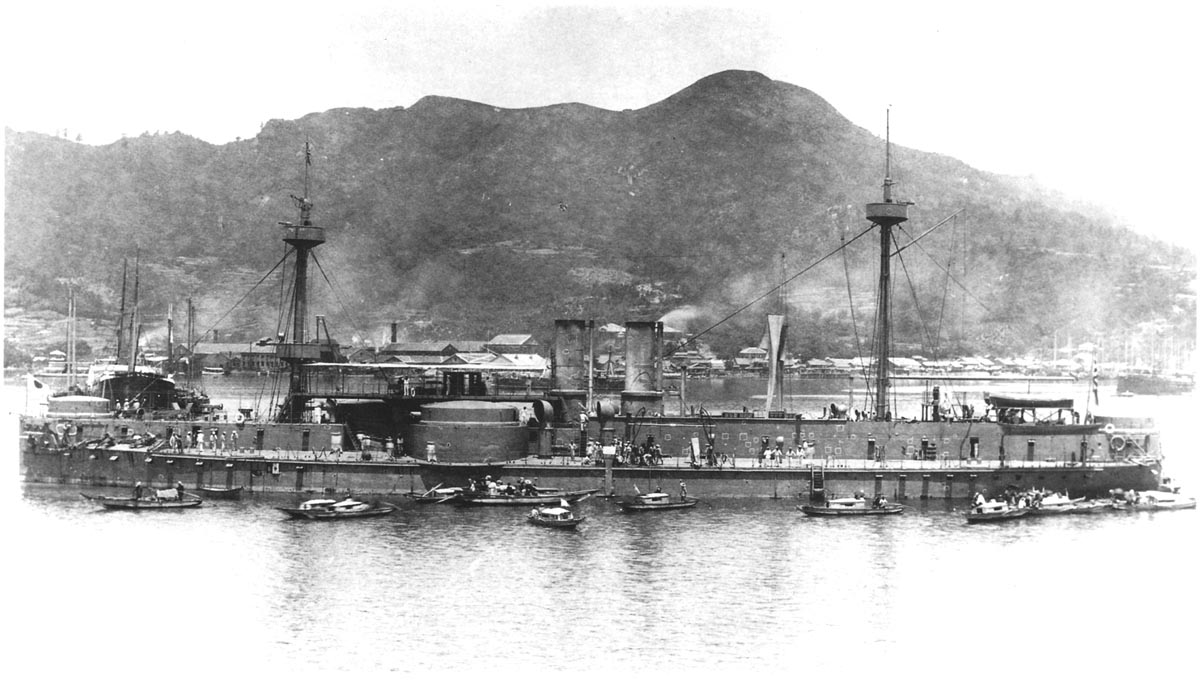
Zhenyuan

Lưu trữ ngày 3 tháng 7 năm 2008 tại Wayback Machine
Thiết giáp hạm
- Dingyuan "定遠" (Định Viễn) (Kỳ hạm)
- Zhenyuan "鎮遠" (Trấn Viễn)

Tuần dương hạm
- Jingyuan "經遠" (Kinh Viễn)
- Laiyuan "來遠" (Lai Viễn)
- Zhiyuan "致遠" (Chí Viễn)
- Jingyuan "靖遠" (Tĩnh Viễn)
- Chiyuan "濟遠" (Tế Viễn)
- Pingyuan "平遠" (Bình Viễn)
- Chaoyong "超勇" (Siêu Dũng)
- Yangwei "揚威" (Dương Uy)
- Guangjia "廣甲" (Quảng Giáp)
- Guangyi "廣乙" (Quảng Ất)
- Guangping "廣丙" (Quảng Bính)

Pháo hạm
- Zhenpang "鎮邊" (Trấn Biên)
- Zhenzhong "鎮中" (Trấn Trung)
- Zhendong "鎮東" (Trấn Đông)
- Zhenxi "鎮西" (Trấn Tây)
- Zhennan "鎮南" (Trấn Nam)
- Zhenbei "鎮北" (Trấn Bắc)

Tàu phóng lôi
- Tả đội nhất hiệu "左隊一號"
- Tả đội nhị hiệu "左隊二號"
- Tả đội tam hiệu "左隊三號"
- Hữu đội nhất hiệu "右隊一號"
- Hữu đội nhị hiệu "右隊二號"
- Tả đội tam hiệu "右隊三號"
- Fulong "福龍" (Phúc Long)
- "捷順" (Tiệp Thuận)
- "定遠一號" (Định Viễn nhất hiệu)
- "定遠二號" (Định Viễn nhị hiệu)
- "鎮遠一號" (Trấn Viễn nhất hiệu)
- "鎮遠二號" (Trấn Viễn nhị hiệu)

Tàu huấn luyện
- Kangji "康濟" (Khang Tế)
- Weiyuan *"威遠" (Uy Viễn)
- "敏捷" (Mẫn Tiệp)

Tàu hỗ trợ
- "泰安" (Thái An)
- Zhenhai "鎮海" (Trấn Hải)
- Caojiang "操江" (Thao Giang)
- "湄云" (My Vân)

Tàu vận tải
- Liyun "利運" (Lợi Vận)